# هيلتون رويز
هيلتون رويز (بالإنجليزية: Hilton Ruiz)‏ هو عازف جاز وعازف بيانو أمريكي، ولد في 29 مايو 1952 في نيويورك في الولايات المتحدة، وتوفي في 6 يونيو 2006 في نيو أورلينز في الولايات المتحدة.

## وصلات خارجية
- هيلتون رويز على موقع IMDb (الإنجليزية)
- هيلتون رويز على موقع ميوزك برينز (الإنجليزية)
- هيلتون رويز على موقع أول موفي (الإنجليزية)
- هيلتون رويز على موقع أول ميوزيك (الإنجليزية)
- هيلتون رويز على موقع ديسكوغز (الإنجليزية)